# عقب أخيل

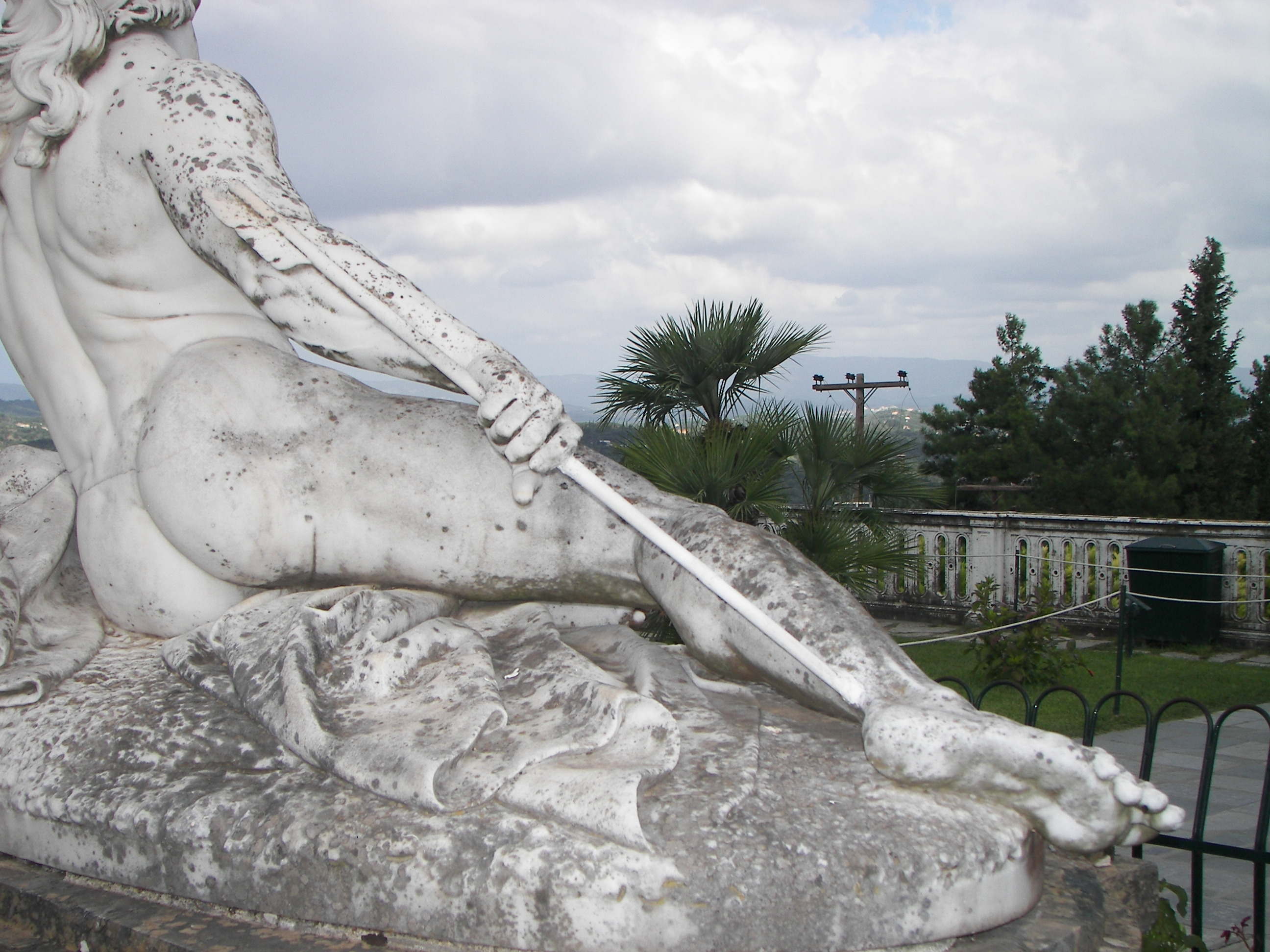
تمثال في جزيرة كورفو يصور أخيل وهو يحتضر بعد إصابته في كعبه

عقب أخيل أو كعب أخيل هو مصطلح يشير إلى نقطة ضعف مميتة على الرغم من كل القوة التي يمتلكها الشخص، والتي إن أصيبت تؤدي إلى سقوطه بالكامل.

## الأصل
يعود أصل مصطلح كعب أخيل إلى الميثولوجيا الإغريقية، حيث أنه عندما كان أخيل طفلا، تنبئ له بأنه سوف يموت في معركة، ومن أجل منع موته قامت أمه ثيتس بتغطيسه في نهر ستيكس الذي يعرف عنه بأنه يمنح قوة عدم القهر. لكن بما أن ثيتس كانت تحمل أخيل من كعب قدمه أثناء غسله في النهر، فلم يصل الماء السحري إلى كعبه. وهكذا كبر أخيل ليصبح أحد الرجال الأقوياء الذين صمدوا في الكثير من المعارك، إلا أنه في أحد الأيام أصاب سهم مسموم كعبه متسببا في مقتله بعد فترة قصيرة.

### قصة كعب أخيل
أخيل اختصار اخيليس. وكان ابن ملك ميرميدون وامه تدعى ثيتس. وكي يصبح من الخالدين حسب الاساطير الاغريقية كان يجب ان يغطس في الماء وهو مولدا. وعندما قامت امه بذلك امسكته من كعب أحد قدميه وغطسته في مياه نهر سيتكس. فكان هذا المكان الوحيد في جسمه الذي لم يغمره الماء. واصبح بذلك نقطة ضعفه. بعدها قال أحد الكهنة لامه ان أخيل سيقتل في معركة طرواده. قامت الام والاب بارسال ابنهما أخيل إلى جزيرة سيكاروس والبساه ملابس النساء ليعيش مع بنات ملك الجزيرة.
قامت الحرب بين الإغريق والطرواديين وفشل الإغريق في تحقيق أي انتصار. وتنبأ كاهن بأن أخيل هو من سيحقق لهم النصر. فقاموا بالبحث عنه حتى وجدوه وأقنعوه بأن يخوض معهم الحرب. استطاع أخيل ان يحقق انتصارات على جيش الطرواديين. ولكن بعد إحدى المعارك استطاع اجمامون أحد أبرز قادة جيش الإغريق أن يأسر ابنة ملك طرواده كريسيس ورفض ان يعيدها لوالدها واختلف معه أخيل وقر اعتزال الحرب. بعدها مني الإغريق بعدد من الهزائم.
عندما رأى باتركلس وهو صديق أخيل المقرب هزائم قومه حاول ان يدفع أخيل إلى المشاركة في الحرب لكن أخيل لم يقبل فطلب باتركلس من أخيل ان يعطيه سلاحه ومركبته حتى يرعب الأعداء لانهم يعرفونها. فوافق أخيل على ذلك وفي المعركة قتل هيكتور ابن مللك طرواده باتركلس ظنا انه قتل أخيل نفسه. ولما علم أخيل أن صديقه مات قرر الانتقام من هيكتور. وبالفعل قتل أخيل هيكتور إلا أن الأمير باريس شقيق هيكتور صوب سهمه نحو أخيل واصابه في كعبه فسقط أخيل أرضا واستطاع باريس أن يجهز عليه.
- تعارف الناس في أوروبا في مجالات الادب والثقافة على استعمال لفظ وتر أخيل أو كعب أخيل للتدليل عن نقطة الضعف في الشخص. واشتهر هذا المثل في الشرق الأوسط في مناقشات الفكر والسياسة والادب ويتردد مثل كعب أخيل باستمرار في اغلب القضايا التي فيها حديث عن الضعف والقوة بشكل ملفت للنظر.

## التشريح
سمي وتر أخيل تبعا لهذه الأسطورة، وهو الوتر الذي يعتقد بأن أخيل أصيب به مؤديا إلى مصرعه. 

## اقرأ أيضا
- إسفنديار